# Лісбург (Огайо)
Лісбург (англ. Leesburg) — селище (англ. village) в США, в окрузі Гайленд штату Огайо. Населення — 1273 особи (2020).

## Географія
Лісбург розташований за координатами 39°20′31″ пн. ш. 83°33′7″ зх. д. / 39.34194° пн. ш. 83.55194° зх. д. (39.341831, -83.551948).  За даними Бюро перепису населення США в 2010 році селище мало площу 3,03 км², уся площа — суходіл.

## Демографія
Згідно з переписом 2010 року, у селищі мешкало 1314 осіб у 513 домогосподарствах у складі 344 родин. Густота населення становила 434 особи/км².  Було 579 помешкань (191/км²).
Расовий склад населення:
| - 97,6 % — білих - 0,5 % — корінних американців - 0,2 % — чорних або афроамериканців - 0,1 % — азіатів |

До двох чи більше рас належало 1,6 %. Частка іспаномовних становила 0,7 % від усіх жителів.
За віковим діапазоном населення розподілялося таким чином: 28,4 % — особи молодші 18 років, 58,7 % — особи у віці 18—64 років, 12,9 % — особи у віці 65 років та старші. Медіана віку мешканця становила 33,8 року. На 100 осіб жіночої статі у селищі припадало 90,2 чоловіків;  на 100 жінок у віці від 18 років та старших — 87,1 чоловіків також старших 18 років.
Середній дохід на одне домашнє господарство  становив 40 191 долар США (медіана — 32 139), а середній дохід на одну сім'ю — 44 501 долар (медіана — 41 319). Медіана доходів становила 37 266 доларів для чоловіків та 28 482 долари для жінок. За межею бідності перебувало 23,2 % осіб, у тому числі 33,4 % дітей у віці до 18 років та 5,7 % осіб у віці 65 років та старших.
Цивільне працевлаштоване населення становило 550 осіб. Основні галузі зайнятості: виробництво — 31,6 %, освіта, охорона здоров'я та соціальна допомога — 16,5 %, транспорт — 13,1 %, роздрібна торгівля — 11,1 %.